# Biserica romano-catolică „Sfânta Ana” din Vișeu de Sus
Biserica „Sfânta Ana” din Vișeu de Sus este un monument istoric aflat pe teritoriul orașului Vișeu de Sus. În Repertoriul Arheologic Național, monumentul apare cu codul 106988.01.
Parohia aparține de Dieceza de Satu Mare. În trecut a fost unul din centrele țipțerilor, alături de școala germană din localitate.
Cimitirul aferent bisericii, cimitirul țipțerilor, datează de asemenea de la începutul secolul al XIX-lea Construcția bisericii a început în secolul al XIX-lea si a fost finalizată în anul 1907, dar s-a așteptat cu sfințirea până în anul 1912, când a sosit altarul comandat de la firma Stuflesser.